# فرودگاه بین‌المللی پوکت
 فرودگاه بین‌المللی پوکت (به انگلیسی: Phuket International Airport) (به زبان بومی: ท่าอากาศยานนานาชาติภูเก็ต) یک فرودگاه همگانی مسافربری با کد یاتا HKT است که یک باند فرود آسفالت دارد و طول باند آن ۳۰۰۰ متر است. این فرودگاه در شهر پوکت کشور تایلند قرار دارد و در ارتفاع ۲۵ متری از سطح دریا واقع شده‌است.

## نگارخانه

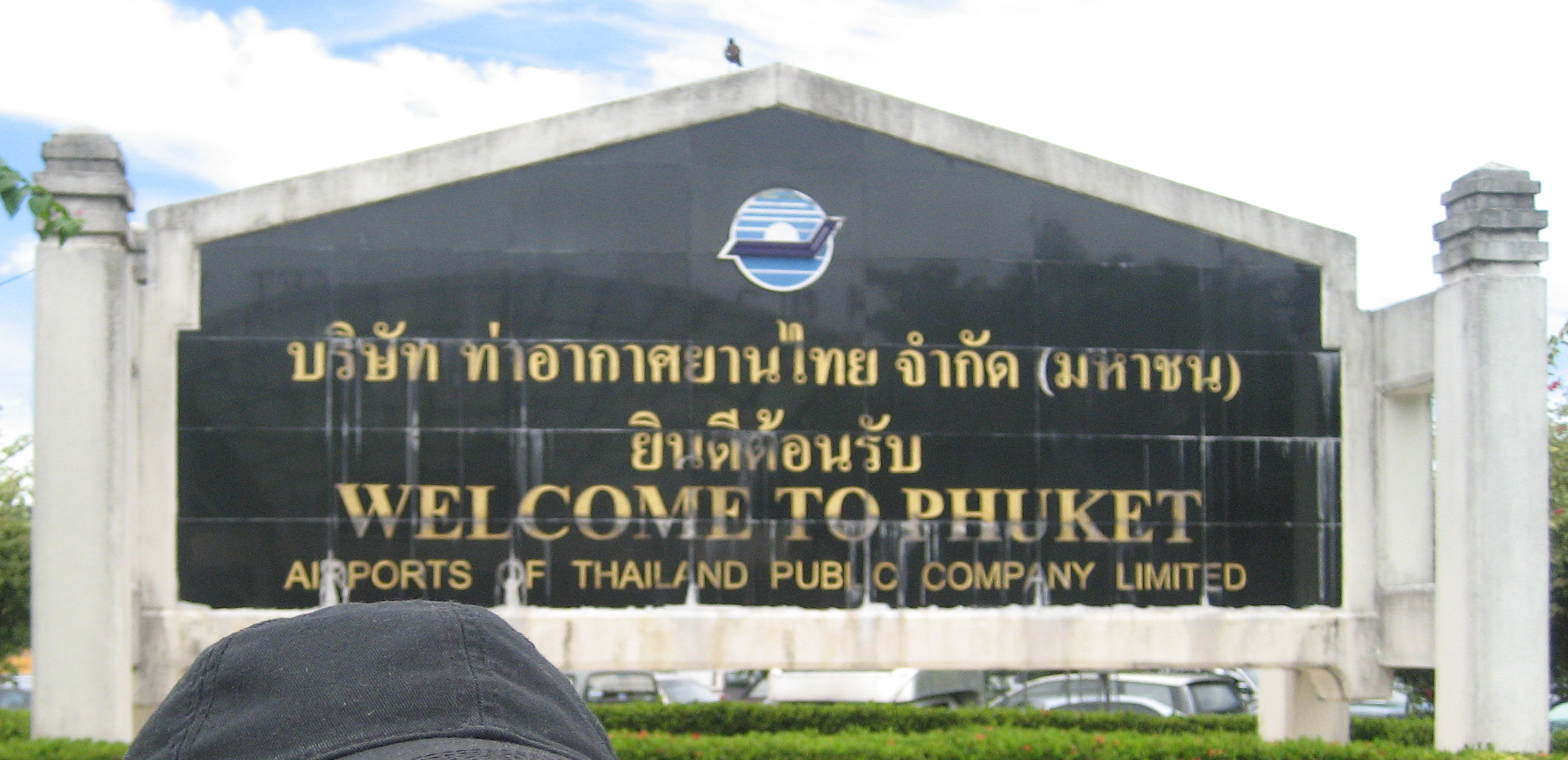
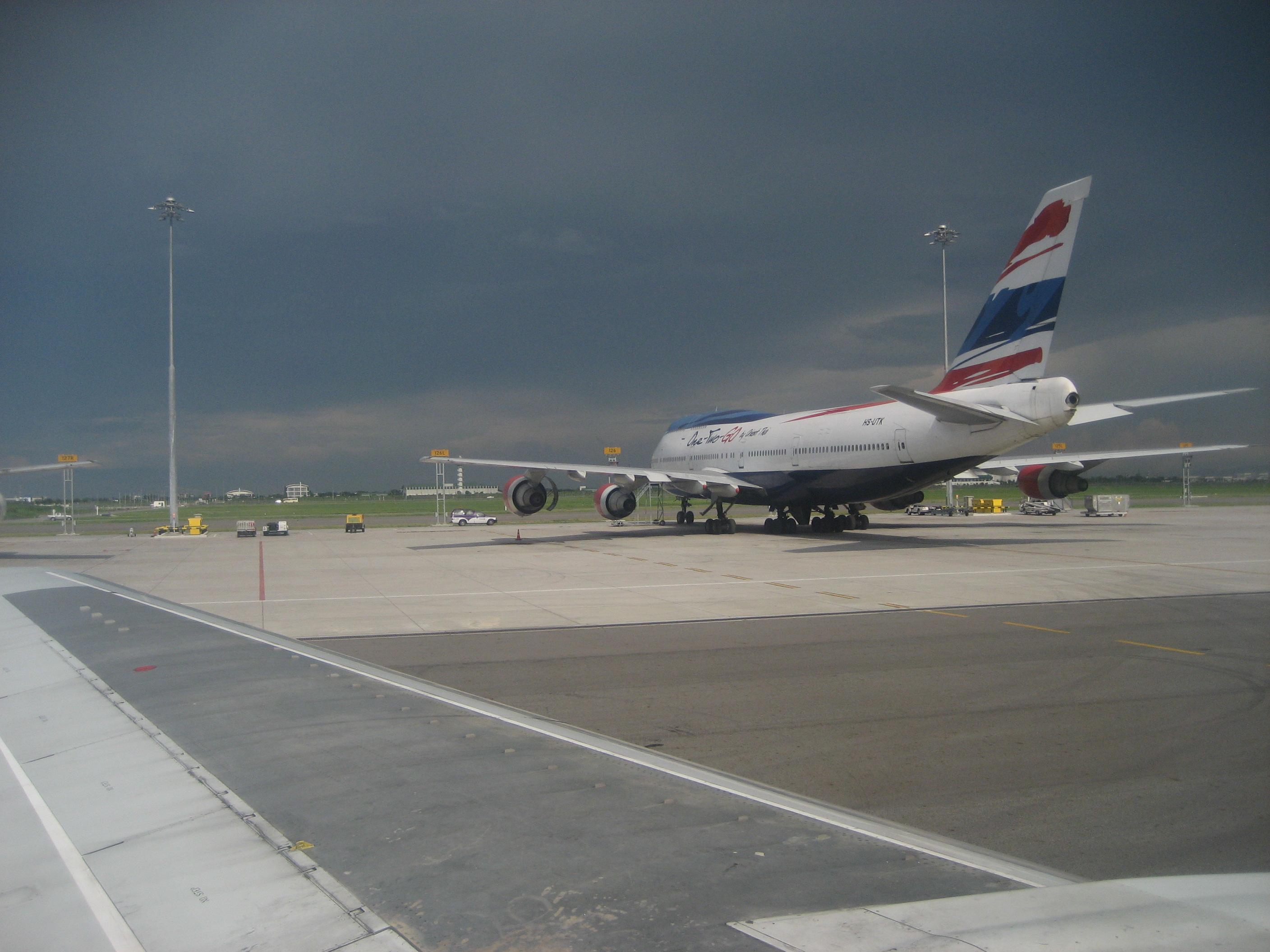
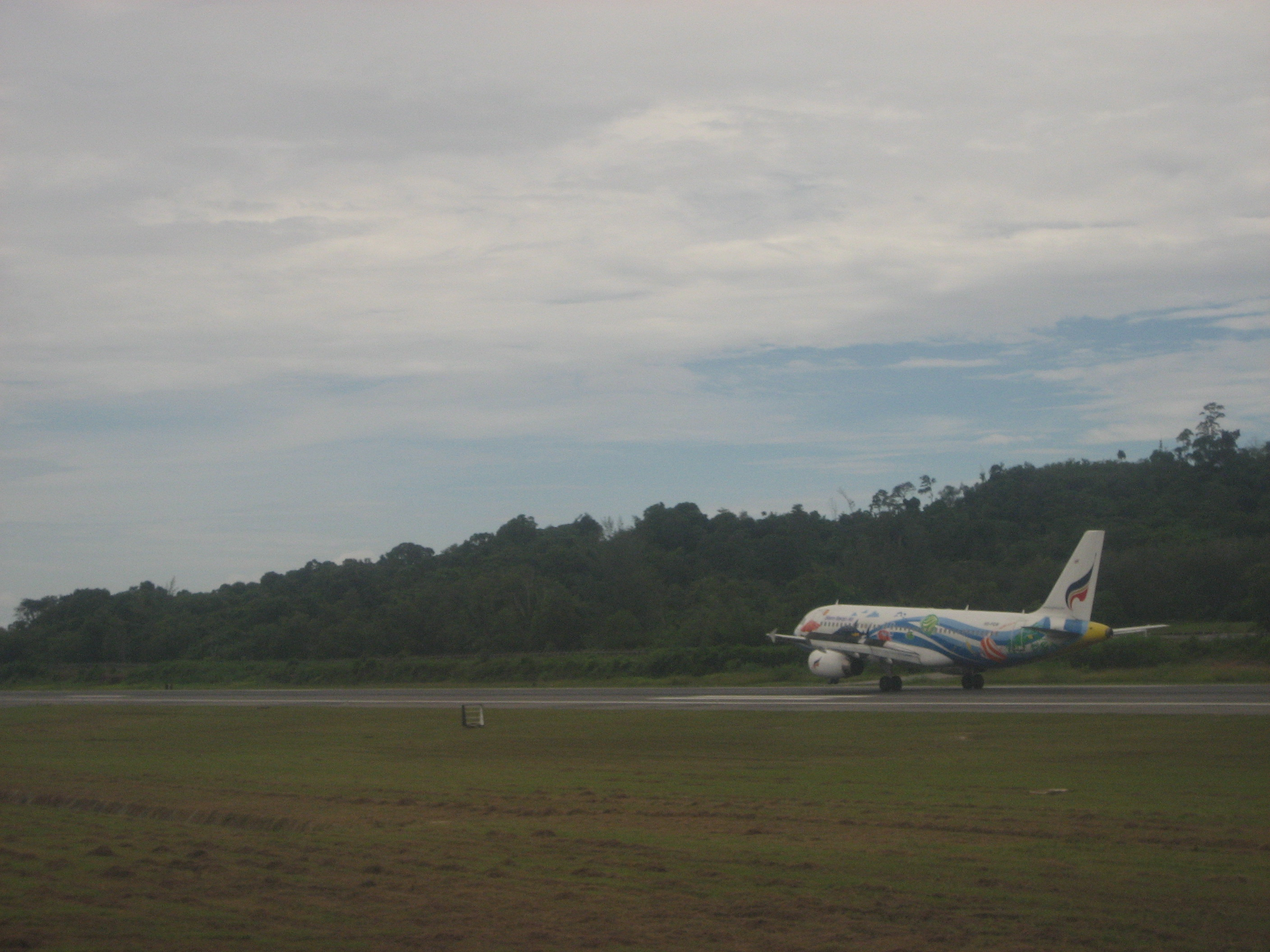
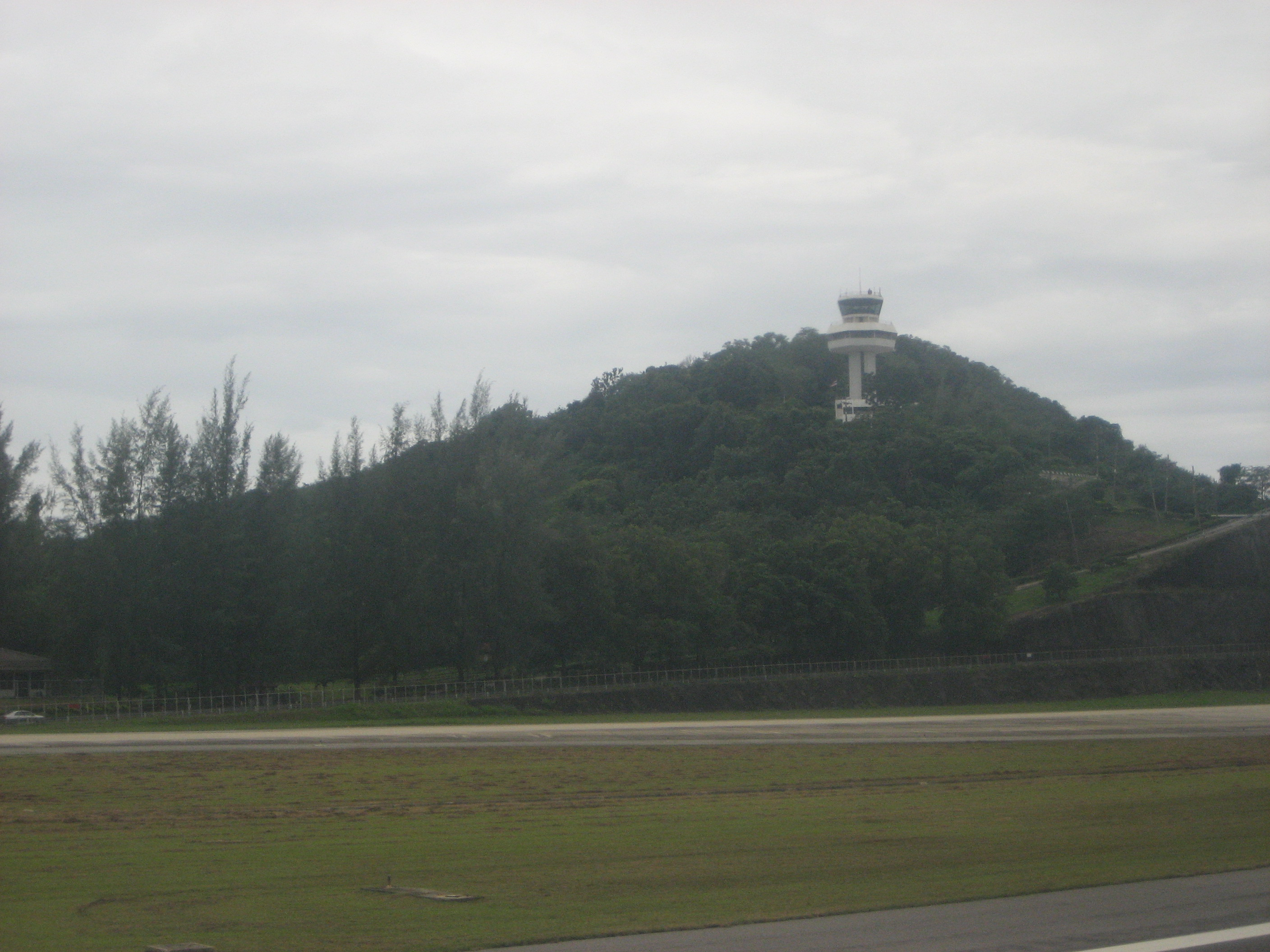
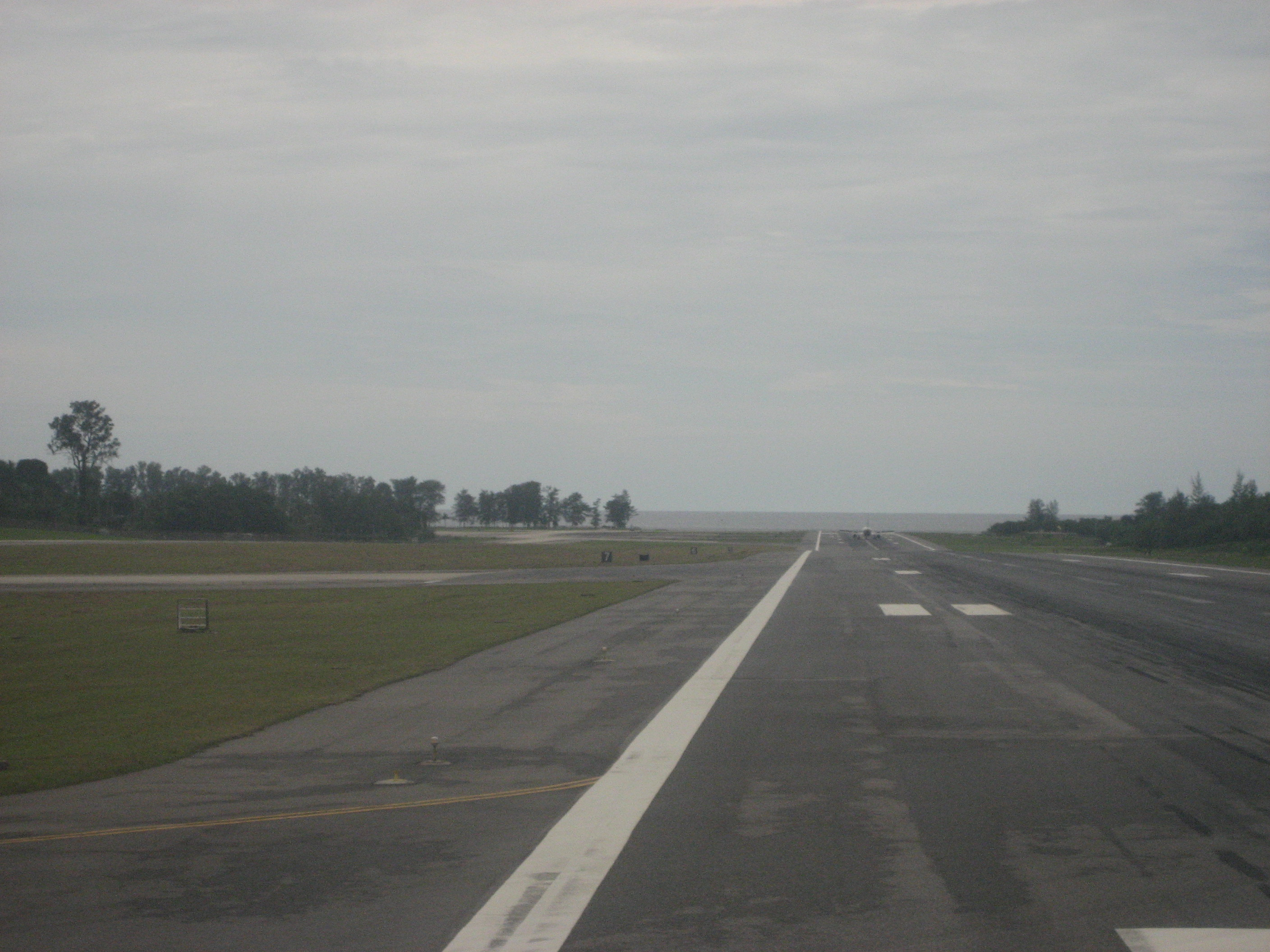

## شرکت‌های هواپیمایی و مقصدهای پروازی
| شرکت‌های هواپیمایی                             | مقصدهای پروازی                                                                                          |
| --------------------------------------------- | --- |
| آئروفلوت                                      | شرمتیوو                                                                                                 |
| ایرآسیا                                       | کوالالامپور                                                                                             |
| ایر چاینا                                     | پکن |
| اژیا آتلانتیک ایرلاینز                        | چارتر: هاربین تایپینگ، شنینگ تخین                                                                       |
| آسیانا ایرلاینز                               | اینچئون                                                                                                 |
| Azur Air                                      | چارتر فصلی: یملیانو، دوموده‌دوو                                                                          |
| بانکوک ایرویز                                 | سووارنابومی، چیانگ مای، هت یای، ساموی، یو-تاپائو                                                        |
| بیجینگ کپیتال ایرلاینز                        | سانیا فونیکس                                                                                            |
| دراگون‌ایر                                     | هنگ کنگ                                                                                                 |
| هواپیمایی شرقی چین                            | چنگدو شوانگلیو، هانگجو ژیاشان، کونمینگ چانگشوی، نانجینگ لوکو، نینگبو لیشه، شی‌آن شیان‌یانگ                |
| هواپیمایی شرقی چین اجرا توسط شانگهای ایرلاینز | شانگهای پودنگ                                                                                           |
| هواپیمایی جنوبی چین                           | چانگشا هوانگهوا، بایون گوآنگجو، لانگ‌دونگ‌بائو گوئی‌یانگ، نانینگ ووژو، شنژن بن، ووهان تیانهه، ژنگژو سین‌ژنگ |
| چونگ‌کینگ ایرلاینز                             | چنگچینگ ییانگبی                                                                                         |
| سیتی ایرویز                                   | هنگ کنگ                                                                                                 |
| ادلوایس ایر                                   | فصلی: زوریخ                                                                                             |
| هواپیمایی امارات                              | دوبی |
| هواپیمایی اتحاد                               | ابوظبی                                                                                                  |
| فن‌ایر                                         | فصلی: هلسینکی                                                                                           |
| Firefly                                       | پنانگ                                                                                                   |
| هاینان ایرلاینز                               | پکن، هایکو میلان، شنژن بن                                                                               |
| هنگ کنگ اکسپرس                                | هنگ کنگ                                                                                                 |
| جت‌استار                                       | ملبورن، سیدنی                                                                                           |
| Jetstar Asia Airways                          | چانگی سنگاپور                                                                                           |
| Jin Air                                       | Seasonal : اینچئون                                                                                      |
| جونیائو ایرلاینز                              | نانجینگ لوکو، شانگهای پودنگ                                                                             |
| کورین ایر                                     | اینچئون                                                                                                 |
| Kunming Airlines                              | کونمینگ چانگشوی                                                                                         |
| Lucky Air                                     | کونمینگ چانگشوی، ژنگژو سین‌ژنگ                                                                           |
| مالزی ایرلاینز                                | کوالالامپور                                                                                             |
| مالیندو ایر                                   | کوالالامپور                                                                                             |
| New Gen Airways                               | چارتر: هانگجو ژیاشان، هوهوت بایتا، سانن شوفانگ                                                          |
| Nok Air                                       | دن موئنگ                                                                                                |
| Nok Air                                       | پکن چارتر: چنگدو شوانگلیو، نانینگ ووژو، نانتونگ زینگدونگ                                                |
| نوردویند ایرلاینز                             | چارتر فصلی: ایرکوتسک، خاباروفسک ناوی، یملیانو، مینرالنیه وودی، تولمچوا، پالکوو، ولادی‌وستوک              |
| اوکی ایرویز                                   | تیانجین بینهای، شی‌آن شیان‌یانگ فصلی: هانگجو ژیاشان                                                       |
| اورینت تای ایرلاینز                           | چارتر:چنگدو شوانگلیو، چنگچینگ ییانگبی، نانینگ ووژو، شی‌آن شیان‌یانگ، انگوراه رای                          |
| Pegas Fly                                     | چارتر: ایگناتیوا، ایرکوتسک، خاباروفسک ناوی، یملیانو، تولمچوا , یاکوتسک، کولتسوو                         |
| هواپیمایی قطر                                 | حمد |
| روسیه ایرلاینز                                | چارتر فصلی: ونوکووا                                                                                     |
| رویال فلایت                                   | چارتر فصلی: شرمتیوو                                                                                     |
| اس۷ ایرلاینز                                  | فصلی: تولمچوا                                                                                           |
| Scoot                                         | چانگی سنگاپور                                                                                           |
| شاندونگ ایرلاینز                              | چانگشا هوانگهوا، جینان یاکیانگ، کینگدائو لیوتینگ، زیامن گائوچی                                          |
| شنژن ایرلاینز                                 | چنگدو شوانگلیو، شنژن بن                                                                                 |
| سیچوان ایرلاینز                               | چنگدو شوانگلیو، چنگچینگ ییانگبی                                                                         |
| سیلک‌ایر                                       | چانگی سنگاپور                                                                                           |
| اسپرینگ ایرلاینز                              | نینگبو لیشه، شانگهای پودنگ، یانگژو تایژو                                                                |
| تای ایرآسیا                                   | هنگ کنگ، سیم ریپ، چانگی سنگاپور، ووهان تیانهه                                                           |
| تای ایرآسیا                                   | دن موئنگ، چیانگ مای، اودن تانی، یو-تاپائو                                                               |
| تای ایرویز اینترنشنال                         | پکن، فرانکفورت، هنگ کنگ فصلی: کپنهاگ، استکهلم-آرلاندا                                                   |
| تای ایرویز اینترنشنال                         | سووارنابومی                                                                                             |
| Thai Lion Air                                 | چارتر: چنگچینگ ییانگبی، نانجینگ لوکو، شی‌آن شیان‌یانگ                                                     |
| Thai Lion Air                                 | دن موئنگ                                                                                                |
| Thai Smile                                    | سووارنابومی، چیانگ مای                                                                                  |
| Thai Vietjet Air                              | سووارنابومی، مائه فه لوانگ-چینگ رایی                                                                    |
| Thomson Airways                               | چارتر: بیرمنگام (آغاز از ۸ نوامبر ۲۰۱۷)، کپنهاگ, گاتویک، هلسینکی, منچستر، استکهلم-آرلاندا               |
| تیانجین ایرلاینز                              | چنگچینگ ییانگبی، تیانجین بینهای                                                                         |
| تی‌یوآی‌فلای نوردیک                             | چارتر: بیلاند، کپنهاگ، گوتنبرگ-لاندوتر، هلسینکی، مالمو، گاردرموئن اسلو، استکهلم-آرلاندا                 |
| ترکیش ایرلاینز                                | آتاترک                                                                                                  |
| ژیامن ایرلاینز                                | فوژو چنگل، زیامن گائوچی                                                                                 |